# تودبر
تودبر (به انگلیسی: Todber) یک روستا و محله مدنی در بریتانیا است که در دورست شمالی واقع شده‌است. تودبر ۱۴۰ نفر جمعیت دارد.